# 燕下都
燕下都是中國戰國時代燕國的別都，在今河北省易縣東南。
燕下都位於燕國所築長城的西北端，西倚太行山，南临易水，地势险要，易守难攻。相較於其都城薊城，是具有軍事作用的別都。其营建年代，据明弘治年间的《保定郡治》：“燕昭创之于前，子丹踵之于后”推定，应在公元前4世纪战国中期的燕昭王时。考古发现也与记载基本相符。
最早在1929年，北京大學的考古工作者即開始調查發掘燕下都的遺址，其結構是東西兩個連城，中間由南北向的河道隔開，東城為大致呈正方形，長寬各約4公里，主要的建築包括高台基武陽台以及宮殿建築，手工作坊集中於東城西部，民居和墓葬區亦在東城內；西城近梯形，比東城略小，城內遺跡較少，應是加強防禦而擴建的城牆。城外則有鑄鐵的遺址。

## 图片
- 燕下都遗址出土瓦当
- 燕下都遗址出土瓦当